# Quarteto de Bolso
Banda de rock portuguesa de Aveiro fundada em 2007.
Em 2011 foram vencedores do concurso de bandas de garagem de Ílhavo  e do concurso promovido pelo Hard Rock Cafe 
Abriram o Festival Paredes de Coura 2011. 
Participaram da colectânea novos talentos FNAC em 2011 com o tema elefante. 